# Franz Weber (Skirennläufer)
Franz Weber (* 3. Oktober 1956 in Innsbruck) ist ein österreichischer Skifahrer und mehrfacher Weltrekordhalter im Geschwindigkeitsskifahren.

## Leben
Aufgewachsen in Tirol, war Franz Weber 1977 europäischer Skateboard-Meister, bevor er sich auf den Hochgeschwindigkeits-Skisport konzentrierte. Von 1980 bis 1985 dominierte er diese Disziplin und war sechsmal hintereinander Weltmeister und hielt den Weltrekord; 1985 trat er zurück, um dann 1992 bei den Olympischen Spielen in Albertville ein Comeback zu wagen, bei dem er seine persönliche Bestleistung von 222,222 km/h aufstellte. Weber lebt heute mit seiner Familie auf einer Ranch in der Nähe von Reno und ist erfolgreich als Unternehmer in der Vermarktung herausragender Sportler sowie als Eventorganisator tätig.

## Leistungen
- 1977 Europäische Skate Board Meisterschaften – Hochsprungrekord, Sieger
- 1980 World Speed Skiing Championships – Silverton, CO  Sieger
- 1981 World Speed Skiing Championships – Silverton, CO Sieger
- 1982 Camel World Speed Skiing Championships – Silverton, CO – Weltrekord: 203,16 km/h, Winner
- 1983 Camel World Speed Skiing Championships – Silverton, CO – Weltrekord: 208,092 km/h, Winner
- 1984 Ford World Speed Skiing Championships – Les Arcs, Frankreich – zwei Weltrekorde:
  - Spezialausrüstung 208,937 km/h;
  - Serienausrüstung 182,186 km/h, Sieger
- vier Weltrekorde (1982, 1983 und zweimal 1984)